# Trevor Halverson
Trevor Halverson (* 6. dubna 1971 v White River, Ontario) je bývalý kanadský hokejový útočník.

## Hráčská kariéra
Do juniorského hokeje zasáhl poprvé v ročníku 1987/88, v lize NOHA, za klub Sault Ste. Marie Elks. V týmž ročníku stihl odehrát dva zápasy v lize NOJHA za tým Thessalon Flyers. V následující ročník 1988/89 odehrál opět za Thessalon Flyers dva zápasy. Do poslední štace v juniorské kategorii strávil v OHL za tým North Bay Centennials, kde hrával v letech 1988/92.
V roce 1991 byl draftován týmem Washington Capitals v prvním kole z 21. místa. Do seniorského hokeje začínal v sezóně 1992/93 na farmách Capitals v Baltimore Skipjacks (AHL) a v Hampton Roads Admirals (ECHL). Po sezóně se zúčastnil rozšiřovacího draftu, kterým byl vybrán do týmu Mighty Ducks of Anaheim. Za Anaheim však neodehrál žádný zápas, nastupoval na jejich farmě v IHL za tým San Diego Gulls. Do následující sezóny se však vrátil do farmářských klubů Capitals, kde převážně hrával ve druhé farmě v Hampton Roads Admirals (ECHL), v pěti zápasech se objevil i na první farmě v Portland Pirates.
V sezóně 1995/96 se ukázal v pěti různých klubech, z toho ve třech ligách (AHL, IHL, ECHL). I v následujících sezónách hrál převážně za celek Portland Pirates, v klubu skoro setrval do konce svojí kariéry. V jeho poslední sezóně, která byla pro něho nejúspěšnější, debutoval v nejprestižnější soutěži v severoamerické lize National Hockey League za Washington Capitals, se kterým odehrál celkem čtrnáct zápasu. S klubem Capitals se již připravoval do další nové sezóny, ale v přípravném kempu utrpěl vážný otřes mozku. Do hokeje se mu již nepodařilo vrátit.

## Prvenství
- Debut v NHL – 13. října 1998 (Washington Capitals proti Detroit Red Wings)
- První asistence v NHL – 9. ledna 1999 (New Jersey Devils proti Washington Capitals)

## Klubové statistiky
| Sezóna        | Klub                   | Soutěž        |     | Základní část | Základní část | Základní část | Základní část | Základní část |   | Play off | Play off | Play off | Play off | Play off |
| Sezóna        | Klub                   | Soutěž        | Z   | G             | A             | B             | TM            | Z             | G | A        | B        | TM       |          |          |
| 1987/1988     | Sault Ste. Marie Elks  | NOHA          | 33  | 29            | 35            | 64            | 34            | —             | — | —        | —        | —        |          |          |
| 1987/1988     | Thessalon Flyers       | NOJHA         | 2   | 0             | 0             | 0             | 0             | —             | — | —        | —        | —        |          |          |
| 1988/1989     | Thessalon Flyers       | NOJHA         | 2   | 0             | 0             | 0             | 0             | —             | — | —        | —        | —        |          |          |
| 1988/1989     | North Bay Centennials  | OHL           | 52  | 8             | 10            | 18            | 7             | —             | — | —        | —        | —        |          |          |
| 1989/1990     | North Bay Centennials  | OHL           | 54  | 22            | 20            | 42            | 162           | 2             | 2 | 1        | 3        | 2        |          |          |
| 1990/1991     | North Bay Centennials  | OHL           | 54  | 22            | 20            | 42            | 172           | 2             | 2 | 1        | 3        | 2        |          |          |
| 1991/1992     | North Bay Centennials  | OHL           | 64  | 59            | 36            | 95            | 128           | 10            | 3 | 6        | 9        | 4        |          |          |
| 1992/1993     | Hampton Roads Admirals | ECHL          | 9   | 7             | 5             | 12            | 6             | —             | — | —        | —        | —        |          |          |
| 1992/1993     | Baltimore Skipjacks    | AHL           | 67  | 19            | 21            | 40            | 170           | 2             | 1 | 0        | 1        | 0        |          |          |
| 1993/1994     | San Diego Gulls        | IHL           | 58  | 4             | 9             | 13            | 115           | —             | — | —        | —        | —        |          |          |
| 1993/1994     | Milwaukee Admirals     | IHL           | 4   | 1             | 0             | 1             | 8             | 2             | 0 | 0        | 0        | 17       |          |          |
| 1994/1995     | Portland Pirates       | AHL           | 5   | 1             | 0             | 1             | 9             | —             | — | —        | —        | —        |          |          |
| 1994/1995     | Hampton Roads Admirals | ECHL          | 42  | 14            | 26            | 40            | 194           | —             | — | —        | —        | —        |          |          |
| 1995/1996     | Las Vegas Thunder      | IHL           | 22  | 6             | 9             | 15            | 86            | —             | — | —        | —        | —        |          |          |
| 1995/1996     | Utah Grizzlies         | IHL           | 1   | 0             | 1             | 1             | 0             | —             | — | —        | —        | —        |          |          |
| 1995/1996     | Hampton Roads Admirals | ECHL          | 38  | 34            | 27            | 61            | 152           | —             | — | —        | —        | —        |          |          |
| 1995/1996     | Portland Pirates       | AHL           | 3   | 0             | 1             | 1             | 0             | —             | — | —        | —        | —        |          |          |
| 1995/1996     | Indianapolis Ice       | IHL           | 12  | 0             | 1             | 1             | 18            | 5             | 0 | 0        | 0        | 4        |          |          |
| 1996/1997     | Portland Pirates       | AHL           | 50  | 9             | 8             | 17            | 157           | 3             | 1 | 1        | 2        | 4        |          |          |
| 1997/1998     | Fort Wayne Komets      | IHL           | 14  | 1             | 4             | 5             | 34            | —             | — | —        | —        | —        |          |          |
| 1997/1998     | Manitoba Moose         | IHL           | 7   | 0             | 1             | 1             | 20            | —             | — | —        | —        | —        |          |          |
| 1997/1998     | Portland Pirates       | AHL           | 43  | 14            | 13            | 27            | 181           | 10            | 2 | 4        | 6        | 20       |          |          |
| 1998/1999     | Washington Capitals    | NHL           | 17  | 0             | 4             | 4             | 28            | —             | — | —        | —        | —        |          |          |
| 1998/1999     | Portland Pirates       | AHL           | 57  | 24            | 25            | 49            | 153           | —             | — | —        | —        | —        |          |          |
| Celkem v NHL  | Celkem v NHL           | Celkem v NHL  | 17  | 0             | 4             | 4             | 28            | —             | — | —        | —        | —        |          |          |
| Celkem v AHL  | Celkem v AHL           | Celkem v AHL  | 299 | 76            | 80            | 156           | 851           | 15            | 4 | 5        | 9        | 24       |          |          |
| Celkem v IHL  | Celkem v IHL           | Celkem v IHL  | 118 | 13            | 24            | 37            | 281           | 7             | 0 | 0        | 0        | 21       |          |          |
| Celkem v ECHL | Celkem v ECHL          | Celkem v ECHL | 89  | 55            | 58            | 113           | 352           | —             | — | —        | —        | —        |          |          |
| Celkem v OHL  | Celkem v OHL           | Celkem v OHL  | 170 | 89            | 66            | 155           | 367           | 14            | 7 | 8        | 15       | 8        |          |          |